# Carlo Maria Cernelli
Carlo Maria Cernelli (Napoli, 1759 – Chieti, 18 maggio 1837) è stato un arcivescovo cattolico italiano.

## Biografia
Fu ordinato prete il 16 marzo 1782 per il clero secolare di Napoli.
Maestro in sacra teologia, papa Pio VII lo elesse arcivescovo di Chieti nel concistoro segreto del 19 aprile 1822; lo stesso giorno, nella sua cappella privata, il cardinale Ercole Consalvi gli impose il pallio.
Fu consacrato domenica 21 aprile 1822 nella chiesa del Gesù in Roma dal cardinale Bartolomeo Pacca, vescovo di Porto, assistito da Giovanni Francesco Guerrieri, vescovo Rimini, e dall'arcivescovo Carlo Zen, nunzio apostolico in Svizzera.
Prese possesso canonico dell'arcidiocesi teatina il 22 novembre 1822.
Fu autore di numerosi scritti teologici e di devozione: ha lasciato un Manuale Theologiae Dogmaticae..., edito da Sangiacomo di Napoli nel 1830.

## Genealogia episcopale
La genealogia episcopale è:
- Cardinale Scipione Rebiba
- Cardinale Giulio Antonio Santori
- Cardinale Girolamo Bernerio, O.P.
- Arcivescovo Galeazzo Sanvitale
- Cardinale Ludovico Ludovisi
- Cardinale Luigi Caetani
- Cardinale Ulderico Carpegna
- Cardinale Paluzzo Paluzzi Altieri degli Albertoni
- Papa Benedetto XIII
- Papa Benedetto XIV
- Papa Clemente XIII
- Cardinale Giovanni Carlo Boschi
- Cardinale Bartolomeo Pacca
- Arcivescovo Carlo Maria Cernelli